# Lester Cuneo
Lester Cuneo (Chicago, 25 ottobre 1888 – Los Angeles, 1º novembre 1925) è stato un attore statunitense che lavorò al tempo del cinema muto.

## Biografia
Nel 1920, sposò l'attrice Francelia Billington con la quale girò quattordici film. La coppia divorziò nell'ottobre 1925. Qualche giorno più tardi, il 1º novembre, l'attore si uccise sparandosi un colpo in testa. La sua tomba si trova al Forest Lawn Memorial Park di Glendale.

## Filmografia

### 1912
- Sons of the North Woods, regia di Frank Beal – cortometraggio (1912)
- According to Law, regia di Otis Thayer – cortometraggio (1912)
- The Double Cross, regia di Otis Thayer – cortometraggio (1912)
- The Peculiar Nature of the White Man's Burden, regia di Otis Thayer – cortometraggio (1912)
- An Unexpected Fortune, regia di Otis Thayer – cortometraggio (1912)
- The Boob, regia di Otis Thayer – cortometraggio (1912)
- A Cowboy's Mother, regia di Otis Thayer – cortometraggio (1912)
- The Whiskey Runners, regia di Otis Thayer – cortometraggio (1912)
- An Equine Hero, regia di Otis Thayer – cortometraggio (1912)
- Circumstantial Evidence, regia di Otis Thayer – cortometraggio (1912)
- The Fighting Instinct, regia di William Duncan – cortometraggio (1912)
- The Brand Blotter, regia di Marshall Stedman – cortometraggio (1912)
- The Cattle Rustlers, regia di Marshall Stedman – cortometraggio (1912) )
- Why Jim Reformed, regia di William Duncan – cortometraggio (1912)
- A Motorcycle Adventure, regia di Marshall Stedman – cortometraggio (1912)
- The Opium Smugglers, regia di William Duncan – cortometraggio (1912)
- So-Jun-Wah and the Tribal Law, regia di Marshall Stedman – cortometraggio (1912)
- Jim's Vindication, regia di William Duncan – cortometraggio (1912)
- The Dynamiters, regia di William Duncan – cortometraggio (1912)
- Between Love and the Law, regia di Marshall Stedman – cortometraggio (1912)
- The Saint and the Siwash, regia di Marshall Stedman – cortometraggio (1912)
- Roped In – cortometraggio (1912)
- The Mantle of Red Evans, regia di Marshall Stedman – cortometraggio (1912)
- The Ranger and His Horse, regia di William Duncan – cortometraggio (1912)
- Buck's Romance, regia di William Duncan – cortometraggio (1912)
- A Rough Ride with Nitroglycerine, regia di William Duncan – cortometraggio (1912)

### 1913
- The Gunfighter's Son, regia di William Duncan – cortometraggio (1913)
- Bud's Heiress, regia di William Duncan – cortometraggio (1913)
- The Suffragette, regia di Marshall Stedman – cortometraggio (1913)
- A Canine Matchmaker; or, Leave It to a Dog, regia di William Duncan – cortometraggio (1913)
- How It Happened, regia di William Duncan – cortometraggio (1913)
- Bill's Birthday Present, regia di William Duncan – cortometraggio (1913)
- The Range Law, regia di William Duncan – cortometraggio (1913)
- The Bank's Messenger, regia di William Duncan – cortometraggio (1913)
- The Deputy's Sweetheart, regia di William Duncan – cortometraggio (1913)
- Juggling with Fate, regia di William Duncan – cortometraggio (1913)
- The Sheriff of Yavapai County, regia di William Duncan – cortometraggio (1913)
- The Life Timer, regia di William Duncan – cortometraggio (1913)
- That Mail Order Suit, regia di William Duncan  – cortometraggio (1913)
- His Father's Deputy, regia di William Duncan – cortometraggio (1913)
- Religion and Gun Practice, regia di William Duncan – cortometraggio (1913)
- The Law and the Outlaw, regia di William Duncan – cortometraggio (1913)
- An Embarrassed Bridegroom, regia di William Duncan – cortometraggio (1913)
- The Jealousy of Miguel and Isabella, regia di William Duncan – cortometraggio (1913)
- The Only Chance, regia di William Duncan – cortometraggio (1913)
- Taming a Tenderfoot, regia di William Duncan – cortometraggio (1913)
- The Marshal's Capture, regia di William Duncan – cortometraggio (1913)
- Sallie's Sure Shot, regia di William Duncan – cortometraggio (1913)
- Made a Coward, regia di William Duncan – cortometraggio (1913)
- The Señorita's Repentance, regia di William Duncan – cortometraggio (1913)
- The Stolen Moccasins, regia di William Duncan – cortometraggio (1913)
- The Galloping Romeo, regia di William Duncan – cortometraggio (1913)
- How Betty Made Good, regia di William Duncan – cortometraggio (1913)
- The Rejected Lover's Luck, regia di William Duncan – cortometraggio (1913)
- The Capture of Bad Brown, regia di William Duncan – cortometraggio (1913)
- The Cattle Thief's Escape, regia di William Duncan – cortometraggio (1913)
- The Silver Grindstone, regia di William Duncan – cortometraggio (1913)
- Dishwash Dick's Counterfeit, regia di William Duncan – cortometraggio (1913)
- Two Sacks of Potatoes, regia di William Duncan – cortometraggio (1913)
- The Schoolmarm's Shooting Match, regia di William Duncan – cortometraggio (1913)
- The Sheriff and the Rustler, regia di William Duncan – cortometraggio (1913)
- The Child of the Prairies, regia di William Duncan – cortometraggio (1913)
- The Escape of Jim Dolan, regia di William Duncan – cortometraggio (1913)
- Cupid in the Cow Camp, regia di William Duncan – cortometraggio (1913)
- The Rustler's Reformation, regia di William Duncan – cortometraggio (1913)
- Physical Culture on the Quarter Circle V Bar, regia di William Duncan – cortometraggio (1913)
- Buster's Little Game, regia di William Duncan – cortometraggio (1913)
- Mother Love vs Gold, regia di William Duncan – cortometraggio (1913)

### 1914
- By Unseen Hand, regia di William Duncan – cortometraggio (1914)
- A Friend in Need, regia di William Duncan – cortometraggio (1914)
- Anni pericolosi (The Little Sister), regia di William Duncan – cortometraggio (1914)
- The Renegade's Vengeance, regia di William Duncan – cortometraggio (1914)
- A Mix-Up on the Plains, regia di William Duncan – cortometraggio (1914)
- A Romance of the Forest Reserve, regia di William Duncan – cortometraggio (1914)
- Marrying Gretchen, regia di William Duncan – cortometraggio (1914)
- Marian, the Holy Terror, regia di William Duncan – cortometraggio (1914)
- A Ticket to Happiness, regia di Marshall Farnum – cortometraggio (1914)
- The Sheep Runners, regia di Marshall Farnum – cortometraggio (1914)
- Eugenics at Bar 'U' Ranch, regia di Marshall Farnum – cortometraggio (1914)
- How Lone Wolf Died, regia di Marshall Farnum – cortometraggio 1914
- Hearts of Men, regia di Marshall Farnum – cortometraggio (1914)
- Algie's Sister, regia di Gilmore Walker – cortometraggio (1914)
- Under Royal Patronage
- The Plum Tree
- A Splendid Dishonor
- The Moving Picture Cowboy, regia di Tom Mix – cortometraggio (1914)
- The Fable of the Author and the Dear Public and the Plate of Mush
- The Other Man
- In the Glare of the Lights
- The Private Officer
- His Dearest Foes
- The Prince Party
- The Means and the End
- The Place, the Time and the Man
- Every Inch a King
- The Loose Change of Chance
- The Volunteer Burglar
- The Way of the Woman

### 1915
- The Shanty at Trembling Hill
- The Gallantry of Jimmy Rodgers
- The Lieutenant Governor
- The Ambition of the Baron
- Thirteen Down
- The Accounting
- The Amateur Prodigal
- The Surprise of My Life
- The Strength of the Weak
- The Other Woman's Picture
- A Night in Kentucky
- Graustark
- The Mystery of the Silent Death
- The Conspiracy at the Chateau
- On the Dawn Road
- The Slim Princess, regia di E.H. Calvert (1915)
- The Second in Command, regia di William J. Bowman (1915)
- The Silent Voice, regia di William Bowman (1915)
- Pennington's Choice, regia di William Bowman (1915)
- Rosemary, regia di Fred J. Balshofer, William Bowman (1915)
- Richard Carvel

### 1916
- A Corner in Cotton, regia di Fred J. Balshofer (1916)
- L'esiliato (The Come-Back ), regia di Fred J. Balshofer (1916)
- The Masked Rider, regia di Fred J. Balshofer (1916)
- The River of Romance, regia di Henry Otto (1916)
- A Virginia Romance
- Mister 44
- Big Tremaine
- Pidgin Island, regia di Fred J. Balshofer (1916)

### 1917
- The Promise, regia di Jay Hunt (1917)
- The Hidden Children, regia di Oscar C. Apfel (1917)
- The Haunted Pajamas, regia di Fred J. Balshofer (1917)
- The Hidden Spring
- Under Handicap, regia di Fred J. Balshofer (1917)
- The Rustler's Vindication – cortometraggio (1917)
- Paradise Garden, regia di Fred J. Balshofer (1917)

### 1920
- Desert Love
- The Terror
- Food for Scandal, regia di James Cruze (1920)
- Lone Hand Wilson
- Are All Men Alike?

### 1921
- The Ranger and the Law, regia di Robert Kelly (1921)

### 1922
- Blue Blazes, regia di Robert Kelly e Charles W. Mack (1922)
- The Masked Avenger, regia di Frank B. Fanning (1922)
- Silver Spurs
- Trapped in the Air
- In the Days of Buffalo Bill
- Blazing Arrows, regia di Henry McCarty (1922)
- The Devil's Ghost

### 1923
- The Vengeance of Pierre
- The Zero Hour
- Penna d'aquila (The Eagle's Feather), regia di Edward Sloman (1923)
- Fighting Jim Grant

### 1924
- Western Grit
- Ridin' Fool
- The Lone Hand Texan

### 1925
- Hearts of the West
- Two Fisted Thompson
- Western Promise
- Range Vultures